# 1961 en Nouvelle-Écosse
Chronologie de la Nouvelle-Écosse
- 1957
- 1958
- 1959
- 1960
- 1961
- 1962
- 1963
- 1964
- 1965

Cette page concerne des événements d'actualité qui se sont produits durant l'année 1961 dans la province canadienne de la Nouvelle-Écosse.

## Politique
- Premier ministre : Robert Stanfield
- Chef de l'Opposition :
- Lieutenant-gouverneur : Edward Chester Plow
- Législature :

## Événements
- Le Parc de Grand-Pré est proclamé lieu historique national.

## Naissances
- 29 novembre : Lucie Pagé (née en Nouvelle-Écosse) est une journaliste et écrivaine québécoise[réf. nécessaire]. Elle est surtout connue pour ses livres sur l'Afrique du Sud.

## Décès
- 16 septembre : Percy Chapman Black (en), député fédéral de Cumberland (1940-1953).
- 16 novembre : Margaret Sibella Brown, née le 2 mars 1866, est une bryologue canadienne spécialisée dans les mousses et les hépatiques originaire de Nouvelle-Écosse.